# Sergio Lozano Martínez
Sergio Lozano Martínez (Madri, 9 de novembro de 1988) é um jogador de futsal espanhol. Atualmente, joga pelo Barcelona e pela Seleção Espanhola de Futsal na posição de ala, tendo sido escolhido pela Futsal Planet o melhor jogador jovem do mundo em 2011 e o melhor jogador do mundo em 2013.